# Jimmy Stewart (cestista)
James Stewart, detto Jimmy (Kingsville, 10 luglio 1910 – Windsor, 12 agosto 1990), è stato un cestista canadese.

## Carriera
Ha vinto la medaglia d'argento con la nazionale di pallacanestro del Canada alle Olimpiadi di Berlino 1936, giocando quattro partite.